# Taiaroa tauhou
Taiaroa tauhou är en korallart som beskrevs av Bayer och Muzik 1976. Taiaroa tauhou ingår i släktet Taiaroa och familjen Taiaroidae. Inga underarter finns listade i Catalogue of Life.